# Irena Kazik-Zawadzka
Irena Kazik-Zawadzka (ur. 4 września 1920 w Pszczynie, zm. 4 listopada 1975 we Fryburgu w Szwajcarii) – polska filolog klasyczna, językoznawczyni, członkini Polskiego Towarzystwa Filologicznego.

## Życiorys
Urodziła się 4 września 1920 roku w Pszczynie. Uczęszczała do szkoły powszechnej w Dębicy, Tarnowie i Rzeszowie. W latach 1930–1938 była uczennicą Prywatnego Gimnazjum Żeńskiego w Rzeszowie. W maju 1938 roku zdała maturę, po czym zapisała się na studia językoznawstwa i filologii klasycznej na Uniwersytecie Jagiellońskim w Krakowie, które przerwała wojna. Po wojnie wznowiła studia na filologii klasycznej UJ uzyskując w 1950 roku tytuł magistra. Po ukończeniu studiów pełniła na swej Alma Mater stanowisko młodszego asystenta (1950-1952), asystenta (1952-1953), starszego asystenta (1953-1955), a w końcu, od 1 października 1955, adiunkta – po uzyskaniu 21 maja tegoż roku tytułu kandydata nauk filologicznych na podstawie rozprawy De poetarum Lesbiorum elocutionis colore epico. W październiku 1956 przeniosła się wraz z mężem, Tadeuszem Zawadzkim, do Poznania, gdzie na Uniwersytecie im. Adama Mickiewicza pełniła stanowisko adiunkta najpierw w katedrze filologii bałtyckiej, następnie w katedrze filologii klasycznej. Habilitowała się w roku 1962 na podstawie rozprawy Les hapax eiremena et les mots rares dans les fragments papyrologiques des trois grands tragiques grecs. W czerwcu tegoż roku powołana została na stanowisko docenta. W 1968 opuściła Polskę i zamieszkała w Szwajcarii. Zmarła we Fryburgu 4 listopada 1975 roku.

## Publikacje

### Książki, tłumaczenia
- De Sapphicae Alcaicaeque elocutionis colore epico, Wrocław 1958
- Pliniusz. Historia naturalna (wybór), przekł. i koment. I. i T. Zwadzcy; wstęp oprac. I. i T. Zawadzcy oraz rozdz. 6 (Pliniusz w Europie) L. Hajdukiewicz, Wrocław-Kraków 1961
- Les hapax eiremena et les mots rares dans les fragments papyrologiques des trois grands tragiques grecs, Warszawa 1962
- G. Bibby, Cztery tysiące lat temu: przegląd panoramiczny świata w drugim tysiącleciu przed n. e., przeł. I. Zawadzka, Warszawa 1967
- F. Daumas, Od Narmera do Kleopatry: cywilizacja starożytnego Egiptu, tł. I. Zawadzka; tł. koment. do il. M. Marciniak; weryf., przypisy i słownik nazw, imion i terminów J. Lipińska, Warszawa 1973

### Artykuły naukowe, rozdziały w pracach zbiorowych, hasła w słownikach
- Dział językowy w ‘Revue des Etudes Latines’ 1939-1947, Eos 43, 1948–1949, 107-124
- Nowsze badania nad językiem łacińskim (Na podstawie czasopism ‘Revue des Etudes Latines’ i ‘Glotta’ 1948-1952), Eos 46, 1952–1953, 93-111
- Aktualny stan badań nad językiem i pochodzeniem Etrusków, Meander 11, 1956, 326-333
- Glossa, Zagadnienia Rodzajów Literackich 1, 1958, 206-208
- ‘Dyskolos’ Menandra, Filomata 127, 1959, 348-354
- Podstawa przekładu ‘Biblii’ Chylińskiego, Sprawozdania Poznańskiego Towarzystwa Przyjaciół Nauk, nr 3 (ogóln. zbioru 57) za III i IV kwartał 1959, 158-159 (razem z S. Kolbuszewskim)
- Ryszard Gansiniec, Z Otchłani Wieków 25, 1959 (1), 39-40
- Słownik łacińsko-polski, tom 1: A-C, red. M. Plezia; oprac. haseł I. Kazik-Zawadzka et al., Warszawa 1959
- Starożytne encyklopedie, Filomata 129, 1959, 470-474
- ‘Rybacy’ Ajschylosa, Filomata 141, 1960, 79-84
- Dekret Temistoklesa, Meander 16, 1961, 545-551
- Nowe informacje o wojnach perskich, Filomata 152, 1961, 168-172
- Rec. F. Schachermeyr, ‘Die Entziffrung der mykenischen Schrift’, Saeculum 10, Heft 1, Studia Źródłoznawcze 6, 1961, 164-165
- Greckie tragedie historyczne, Filomata 163, 1962, 166-171
- Łaciński wyraz ‘elementum’, Filomata 155, 1962, 308-312
- Papirusowe fragmenty niezachowanych dramatów Ajschylosa, Meander 17, 1962, 86-94
- Papirusowe fragmenty niezachowanych dramatów Sofoklesa, Meander 17, 1962, 302-306
- Papirusowe fragmenty niezachowanych dramatów Eurypidesa, Meander 17, 1962, 343-350
- Rec. E. Doblhofer, ‘Le déchiffrement des écritures’, trad. M. Bittebierre, préface de J. Bottéro, ‘Signes du Temps’ 5, ed. B. Arthaud, Paris 1959, Studia Źródłoznawcze 7, 1962, 156
- Rec. Menander. Odludek albo Mizantrop, przeł. i oprac. J. Łanowski, Wrocław 1960, Studia Źródłoznawcze 7, 1962, 158-160
- O rzymskich liktorach, Filomata 167, 1963, 354-360
- Rec. Bacchylidis carmina cum fragmentis, post F. Blass et G. Suess octavum edidit B. Snell, Lipsiae 1961, Helicon 3, 1963, 624-627
- Tragedia grecka jako odbicie problemów aktualnych swego czasu, Filomata 172, 1963, 103-114 i 173, 1963, 162-168
- Z historii nauczania spółgłosek sanskryckich ś, .s, s, Lingua Posnaniensis 9, 1963, 166-169
- Ze starożytnych napisów łacińskich, Filomata 166, 1963, 299-307
- Τόλμα jako motyw tragiczny u Sofoklesa, Eos 54, 1964, 44-55
- Walka państwa z luksusem jednostek w starożytności, Filomata 179, 1964, 454-463
- Wykaz opublikowanych prac naukowych prof. dra Wiktora Steffena, Eos 54, 1964, 13-19
- Cypr w historii i kulturze Grecji starożytnej, Filomata 184, 1965, 199-209
- Die Monologe in Menanders ‘Dyskolos’, w: Studia Menandrea ad Dyscolum pertinentia, Warszawa-Wrocław-Kraków 1965, 40-64
- Elementy ‘arkadyjsko-cypryjskie’ w języku Homera i ich rola w badaniach nad genezą eposu, Eos 55, 1965, 29-37
- Rec. F. Lochner-Hüttenbach, ‘Die Pelasger’, Wien 1960, Lingua Posnaniensis 10, 1965, 100-103
- Rola ‘hobby’ w postępie wiedzy o starożytności, Filomata 186, 1965, 302-312
- Die Echtheit des Gefesselten Prometheus. Geschichte und gegenwärtiger Stand der Forschung, Das Altertum 12, 1966, 210-223
- Dramat o Gygesie nieznanego autora, Eos 56, 1966, 73-82
- Zaginione dramaty Ajschylosa o Prometeuszu, Filomata 200, 1966, 66-74
- Rec. V. Pisani, ‘Testi latini arcaici e volgari con commento glottologico’, secunda edizione riveduta e accresciuta, Torino 1960, Lingua Posnaniensis 11, 1966, 158-159
- Zwierzęta w domach greckich i rzymskich, Filomata 205, 1967, 256-261
- Pliniusz Młodszy do historyka Tacyta. List pierwszy VI 16 , Przekrój 1195, 1968, 1-2 (razem z Tadeuszem Zwadzkim)